# 阿瑟顿牛蚁
阿瑟顿牛蚁（学名：Myrmecia athertonensis）是一种独产于澳大利亚的一种蚂蚁，属于犬蚁属。该物种是澳大利亚特有的。它们常见于昆士兰州北部。由福雷尔于1915年描述。 
该物种平均长度约为14.6—22毫米，雄性长度为14.5—15.5毫米。该物种的大部分身体是黑色的。上颚为黄色，胸部为金黄色。   